# كومبرة
قرية كومبره هي إحدى القرى التابعة لمركز كرداسة في محافظة الجيزة في جمهورية مصر العربية. بلغ إجمالي السكان في كومبره 6189 نسمة، منهم 3217 رجل و2972 امرأة.

## التاريخ
قرية «كومبره» من القري القديمة، حيث رجّح الجغرافي وعالم المصريات الفرنسي هنري جوتييه في كتابه «قاموس الأسماء الجغرافية الواردة في النصوص الهيروغليفية» أن قرية كومبره هي نفسها القرية القديمة التي كانت تسمى قديمًا «Arit». وقد أوردها ياقوت الحموي في كتابه «المشترك وضعًا والمختلف صقعًا» تحت اسم «كوم بورى»، وحدّدها ضمن قرى كورة الجيزية. كما ذكرها ابن مماتي في كتابه قوانين الدواوين باسم «كوم برا»، وهو نفس الاسم الذي وردت به في تأريخ سنة 1228هـ. وقد حُرّف الاسم بعدئذ إلى اسمها الحالي «كومبره».